# Kaji Yūki
Kaji Yūki (梶 裕貴 (Vĩ Dụ Quý) sinh ngày 3 tháng 9 năm 1985) là một diễn viên lồng tiếng và ca sĩ người Nhật Bản liên kết với công ty quản lý VIMS.. Anh vào rất nhiều vai như Eren Jaeger trong Đại chiến Titan, Lyon Vastia trong Fairy Tail, Issei Hyodo trong High School DxD, Alibaba trong Magi – Mê cung thần thoại Kazuya Ichinose và Akio Fudou trong Inazuma Eleven, Citron trong Pokémon: XY, Meliodas và Zeldris trong Thất hình đại tội, Yukine trong Noragami, Onsoku Sonic trong One Punch Man, Shoto Todoroki trong Học viện anh hùng, Johnny Joestar trong JoJo's Bizarre Adventure: Eyes of Heaven, Koichi Hirose trong JoJo's Bizarre Adventure, và Nishikata trong Nhất quỷ nhì ma, thứ ba Takagi. Ngoài ra còn một số vai tokusatsu nổi tiếng như Gaon trong Zenkaiger và rất nhiều vai diễn khác.